# Republican Girls 2011
Il Republican Girls 2011 è stato un torneo di tennis facente parte della categoria ITF Women's Circuit nell'ambito dell'ITF Women's Circuit 2011. Il torneo si è giocato a Istanbul in Turchia dal 31 ottobre al 6 novembre 2011 su campi in cemento e aveva un montepremi di $25 000.

## Vincitori

### Singolare
Lesja Curenko ha battuto in finale  Irina Chromačëva con il punteggio di 6–1, 7–5

### Doppio
Ljudmyla Kičenok /  Nadežda Kičenok hanno battuto in finale  Mervana Jugić-Salkić /  Ana Vrljić con il punteggio di 4–6, 6–1, [10–7]